# Polycarpa molguloides
Polycarpa molguloides är en sjöpungsart som beskrevs av William Abbott Herdman 1882. Polycarpa molguloides ingår i släktet Polycarpa och familjen Styelidae. Inga underarter finns listade i Catalogue of Life.